# Bob, Carol, Ted i Alice
Bob, Carol, Ted i Alice (títol original en anglès: Bob & Carol & Ted & Alice) és una pel·lícula estatunidenca dirigida per Paul Mazursky, estrenada el 1969 i doblada al català.

## Argument
Una parella, Bob i Carol, després d'haver passat un cap de setmana en una clínica especialitzada per envigorir la seva sexualitat, és determinada a posar en pràctica els principis d'amor lliure i d'obertura què s'han assabentat. Els seus amics Ted i Alice vacil·len entre tradició i curiositat...

## Repartiment
- Natalie Wood: Carol Sanders
- Robert Culp: Bob Sanders
- Elliott Gould: Ted Henderson
- Dyan Cannon: Alice Henderson
- Horst Ebersberg: Horst
- Lee Bergere: Emilio
- Donald F. Muhich: Psiquiatre

## Nominacions[calcitació]
1970
- Oscar al millor actor secundari per Elliott Gould
- Oscar a la millor actriu secundària per Dyan Cannon
- Oscar a la millor fotografia per Charles Lang
- Oscar al millor guió original per Paul Mazursky i Larry Tucker
- BAFTA al millor actor per Elliott Gould
- BAFTA al millor guió per Paul Mazursky i Larry Tucker
- Globus d'Or a la millor actriu musical o còmica per Dyan Cannon
- Globus d'Or a la millor promesa per Dyan Cannon